# Estación Central de Sofía
La Estación Central de Ferrocarril de Sofía (en búlgaro: Централна железопътна гара София, Tsentralna zhelezopatna gara Sofiya) es la principal estación de tren de pasajeros de Sofía, capital de Bulgaria, así como la estación de ferrocarril más grande del país. Se encuentra a un kilómetro al norte del centro de la ciudad junto a Lavov most, en el Boulevard Maria Luiza, en las inmediaciones de la Estación Central de Autobuses de Sofía.

## Historia
El edificio original de la estación de ferrocarril de Sofía fue inaugurado el 1 de agosto de 1888 para servir a la línea Tsaribrod-Sofía-Vakarel, la primera línea de los Ferrocarriles Estatales Búlgaros, enteramente construidos por ingenieros búlgaros. El edificio fue diseñado por los arquitectos Antonín Kolář, Václav Prošek y Marinov, y construido con la participación de especialistas italianos bajo la supervisión del búlgaro Ivan Grozev entre 1882 y 1888.
Era un edificio de una sola planta, de 96 metros de largo y doce de ancho, con un reloj de torre mirando hacia el monte Vitosha en la fachada y un segundo piso en la parte occidental y oriental. El primer jefe de estación fue Yosif Karapirov. La estación de tren de Sofía fue renovada y ampliada varias veces. Cuando la Estación de Ferrocarril Poduyane fue construida en 1948, la estación de tren de Sofía recibió el nombre de la Estación Central de Ferrocarril.
El antiguo edificio fue demolido por completo el 15 de abril de 1974 y se optó por una nueva estación central de trenes en un estilo brutalista, cuya construcción se inició en 1971. La estación fue inaugurada el 6 de septiembre de 1974 y fue diseñada por la empresa Transproekt, bajo el liderazgo del arquitecto Milko Bechev. El edificio contaba con dos plantas subterráneas y tres en la superficie, construidas principalmente en mármol blanco.
La Estación Central de Ferrocarril y la plaza en la que se encuentra situada fueron reformadas y reconstruidas esencialmente en la década de 2000 por Milan Dobrev en un estilo con elementos de tracción similar al Estadio Olímpico de Múnich de 4.500 m² de superficie. El interior fue modernizado considerablemente. Todo el proyecto costó alrededor de 3,5 millones de dólares.
Entre enero y julio de 2004 pasaron por la Estación Central de Sofía 2 323 844 pasajeros o el 11,8% de la red ferroviaria del país durante ese período. Un promedio de 10 910 personas pasan por la estación a diario, así como un promedio de 166 trenes (84 de llegada y 82 de salida). La estación cuenta con 30 oficinas de venta de entradas y cinco pantallas electrónicas con los horarios.

## Imágenes

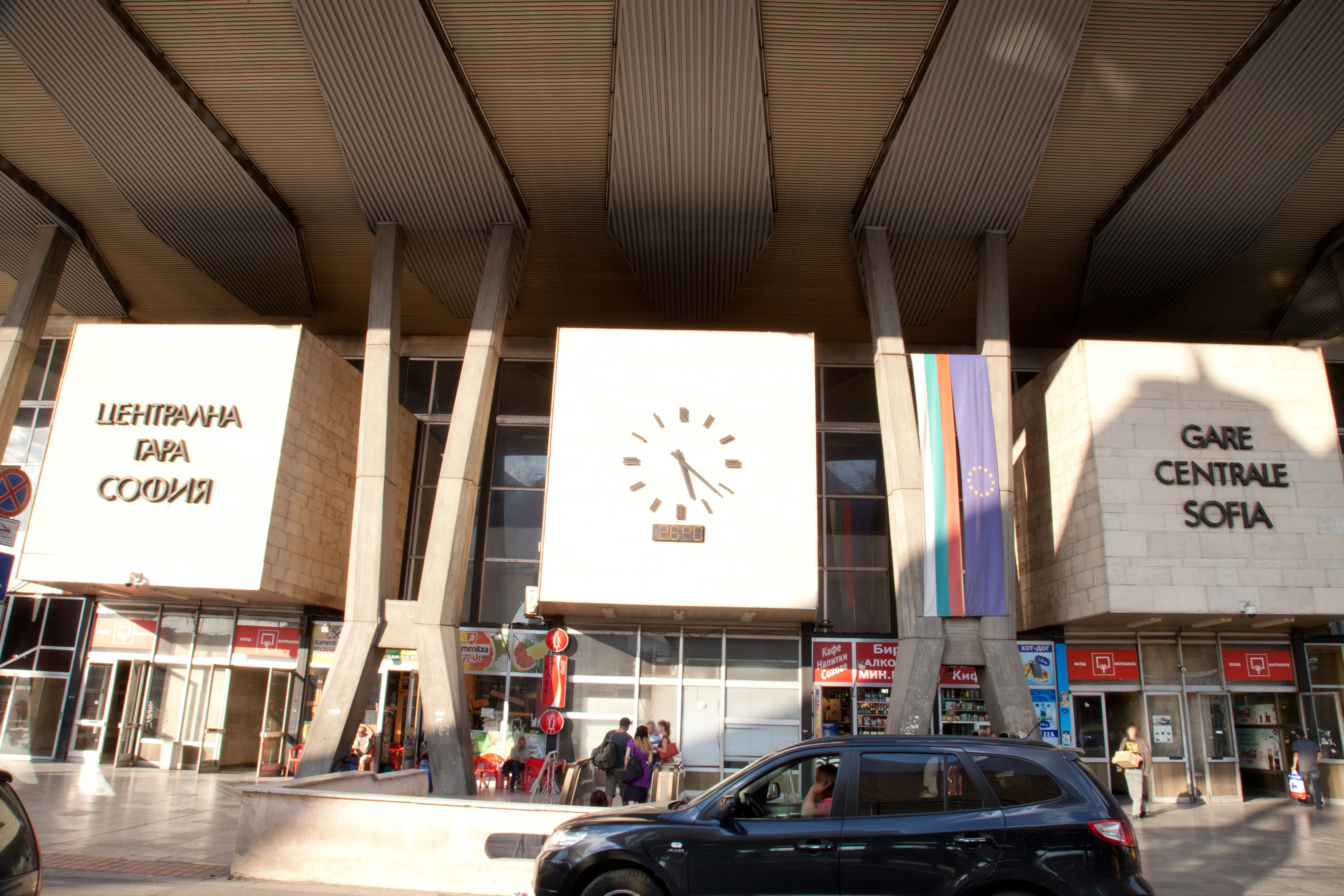
Entrada a la estación
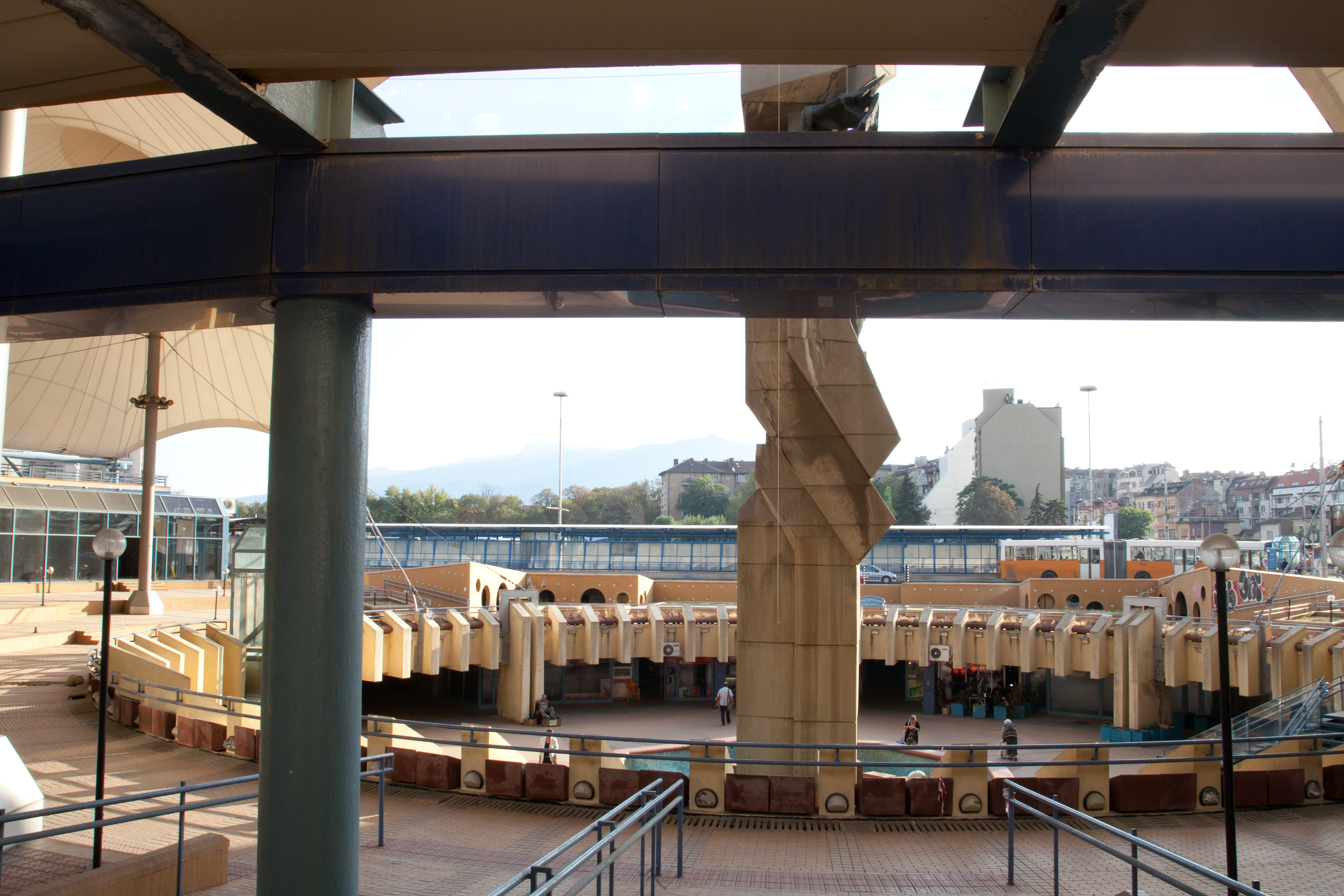
Vista desde el interior al exterior
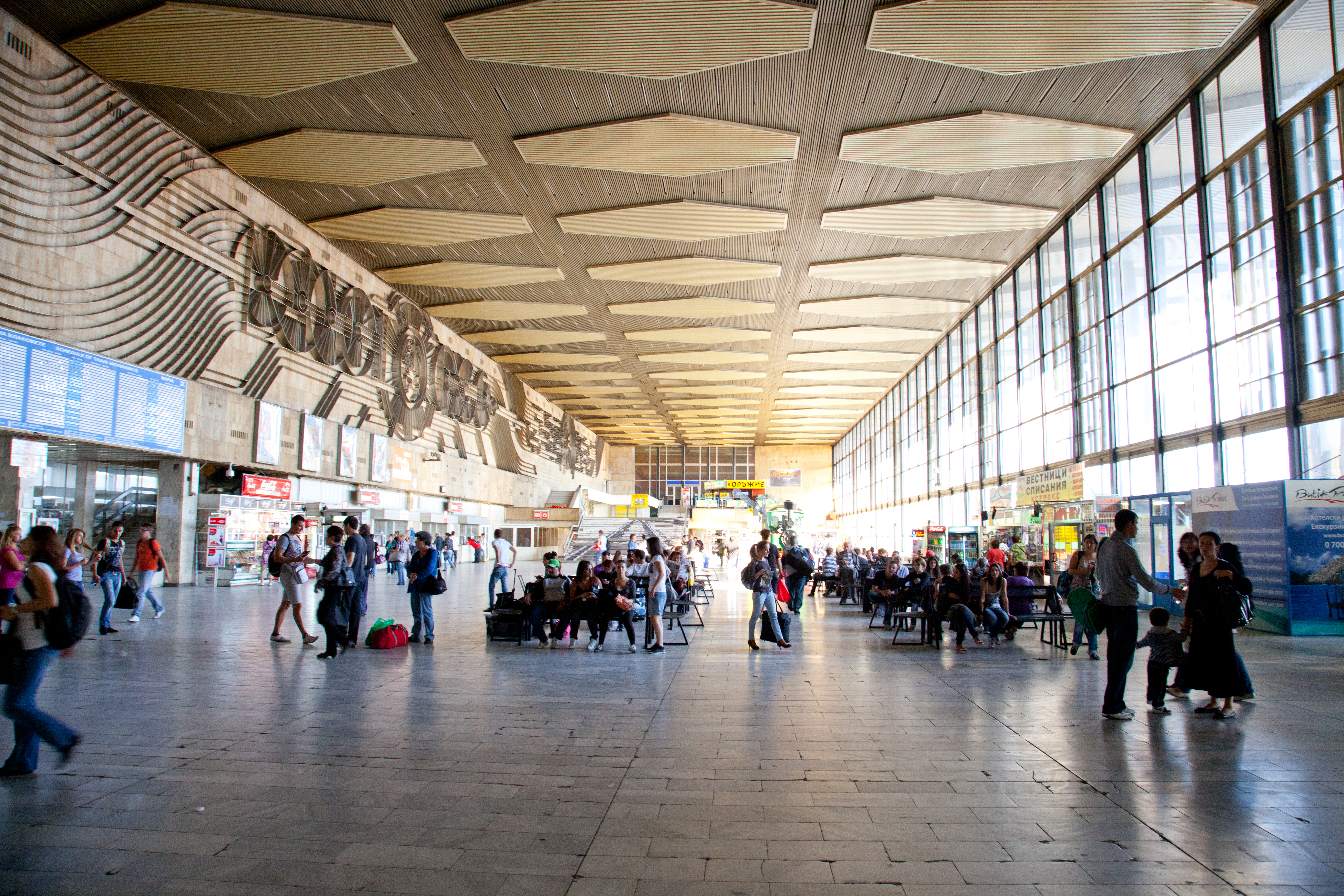
Sala principal en el interior
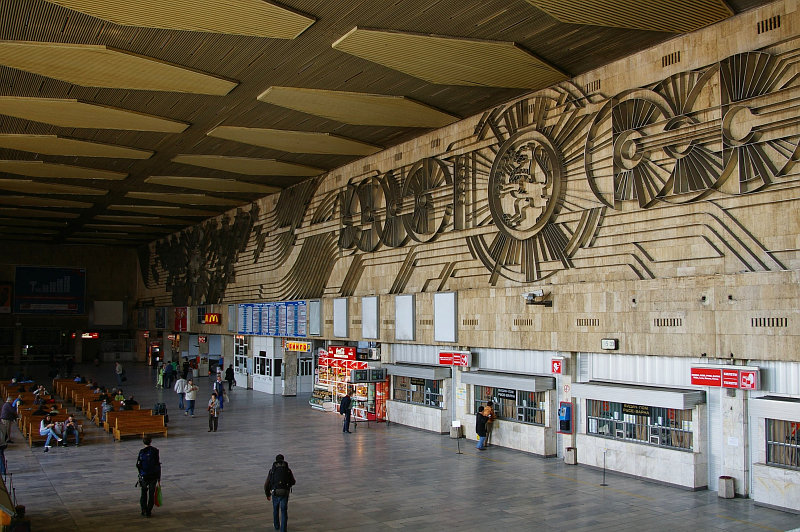
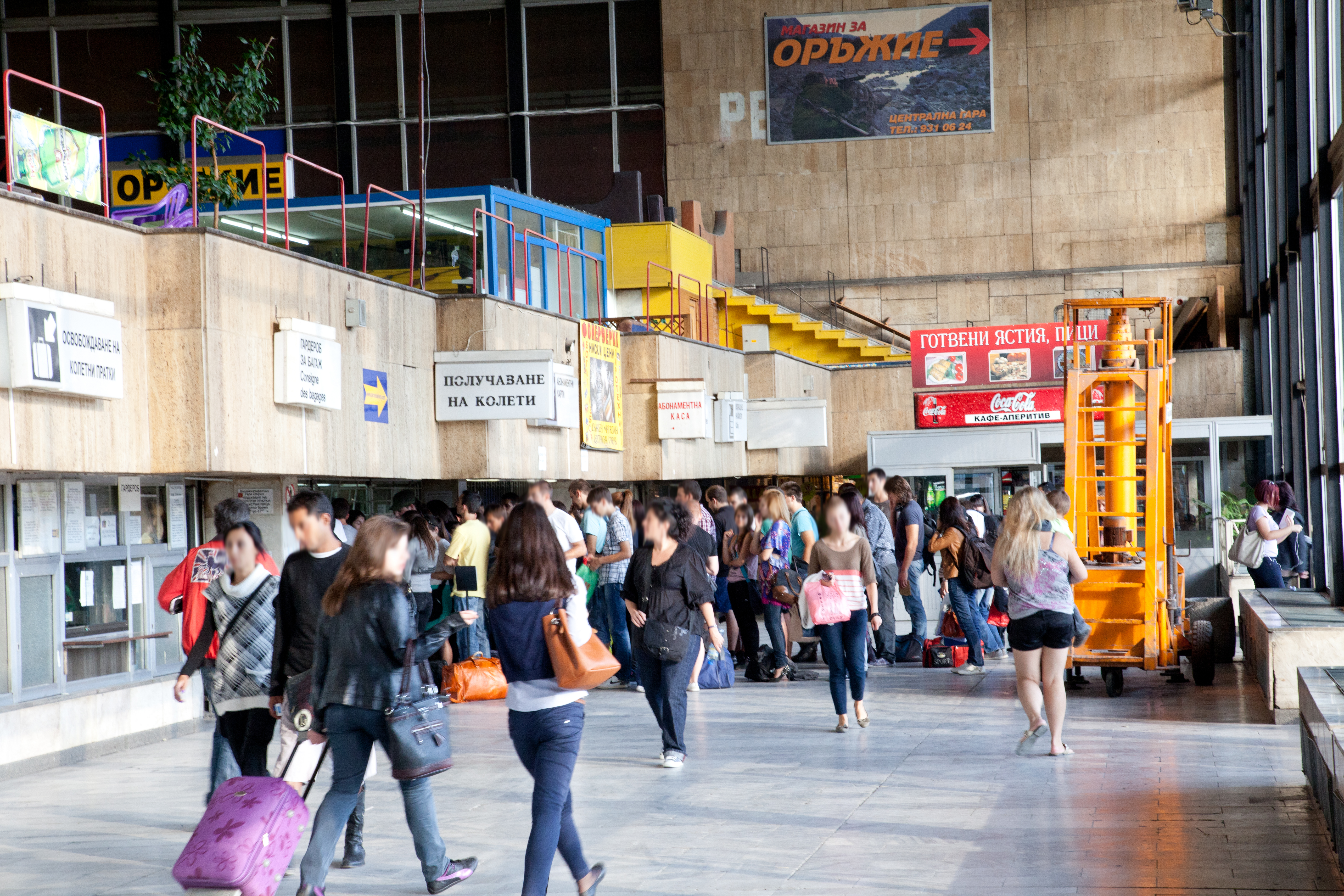
Taquillas de la estación
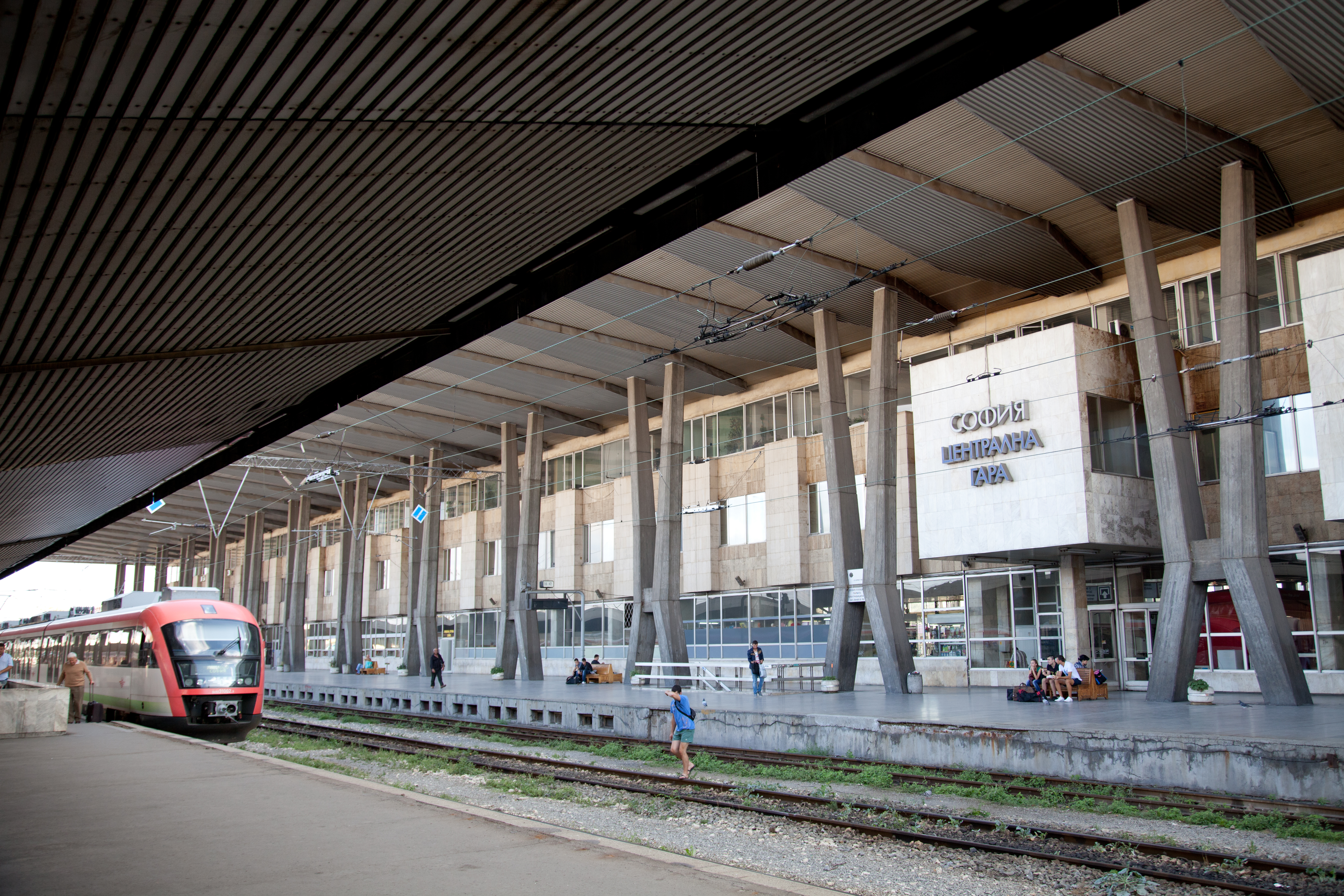
Plataformas
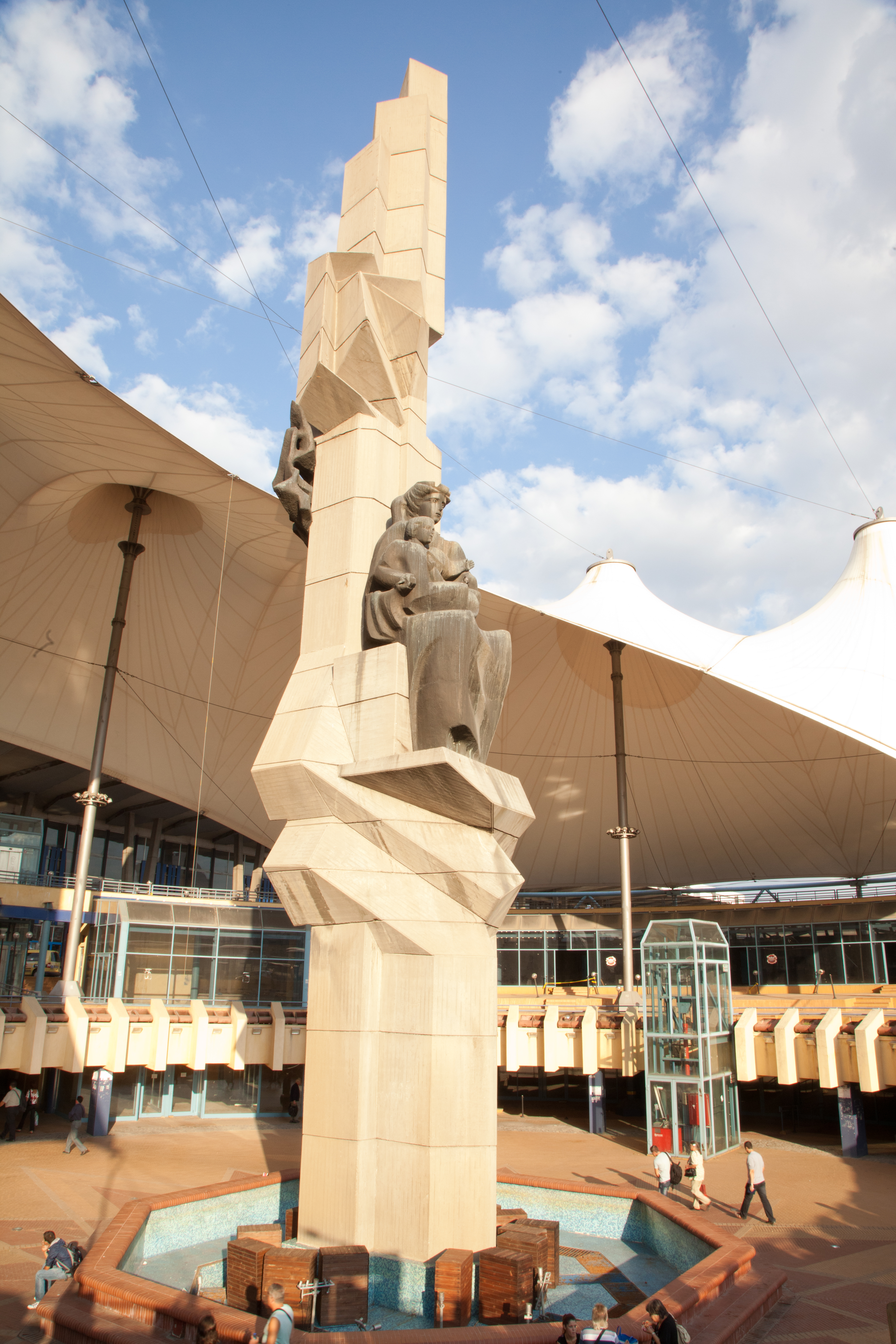
Detalle del monumento de la estación
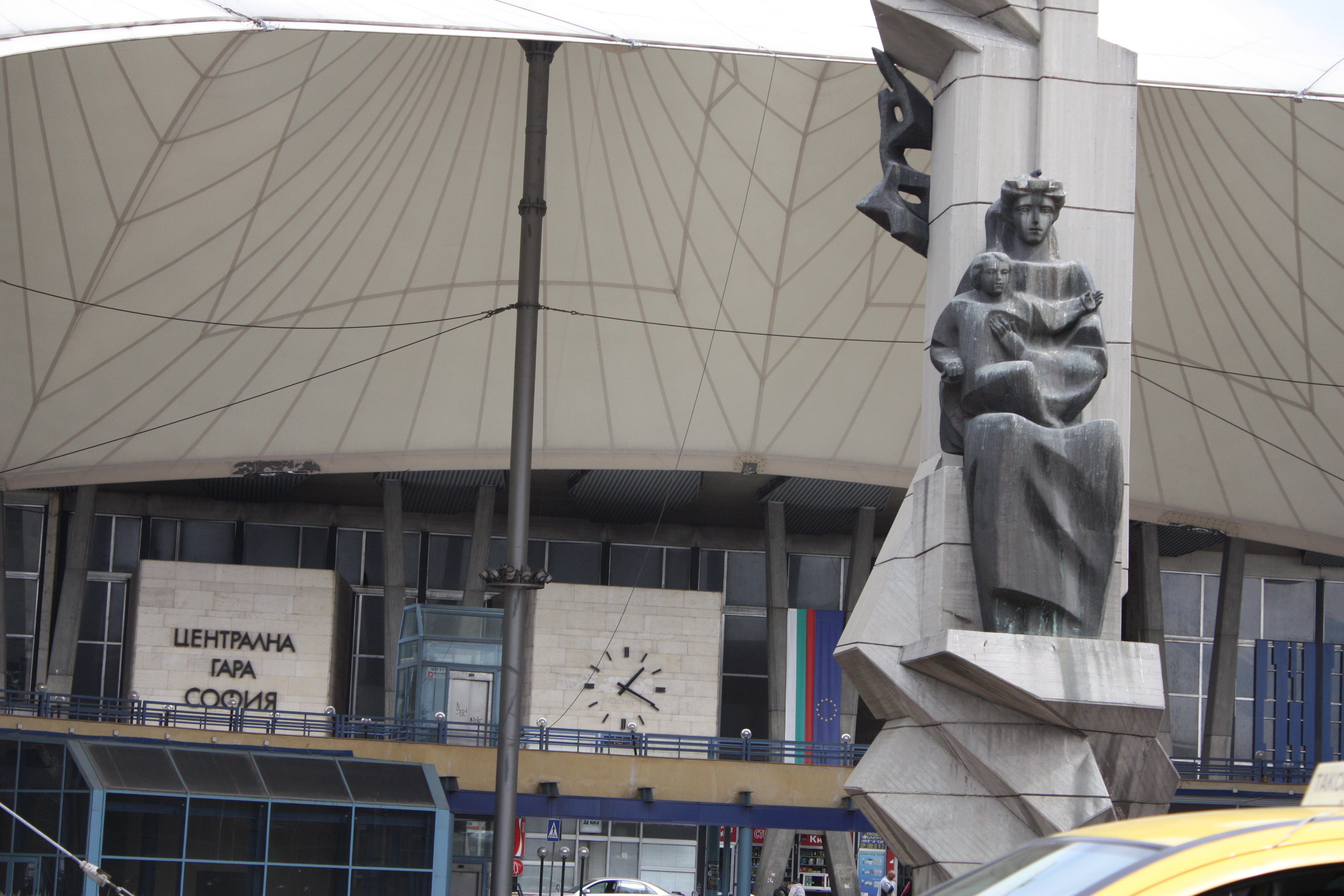
Detalle del monumento de la estación
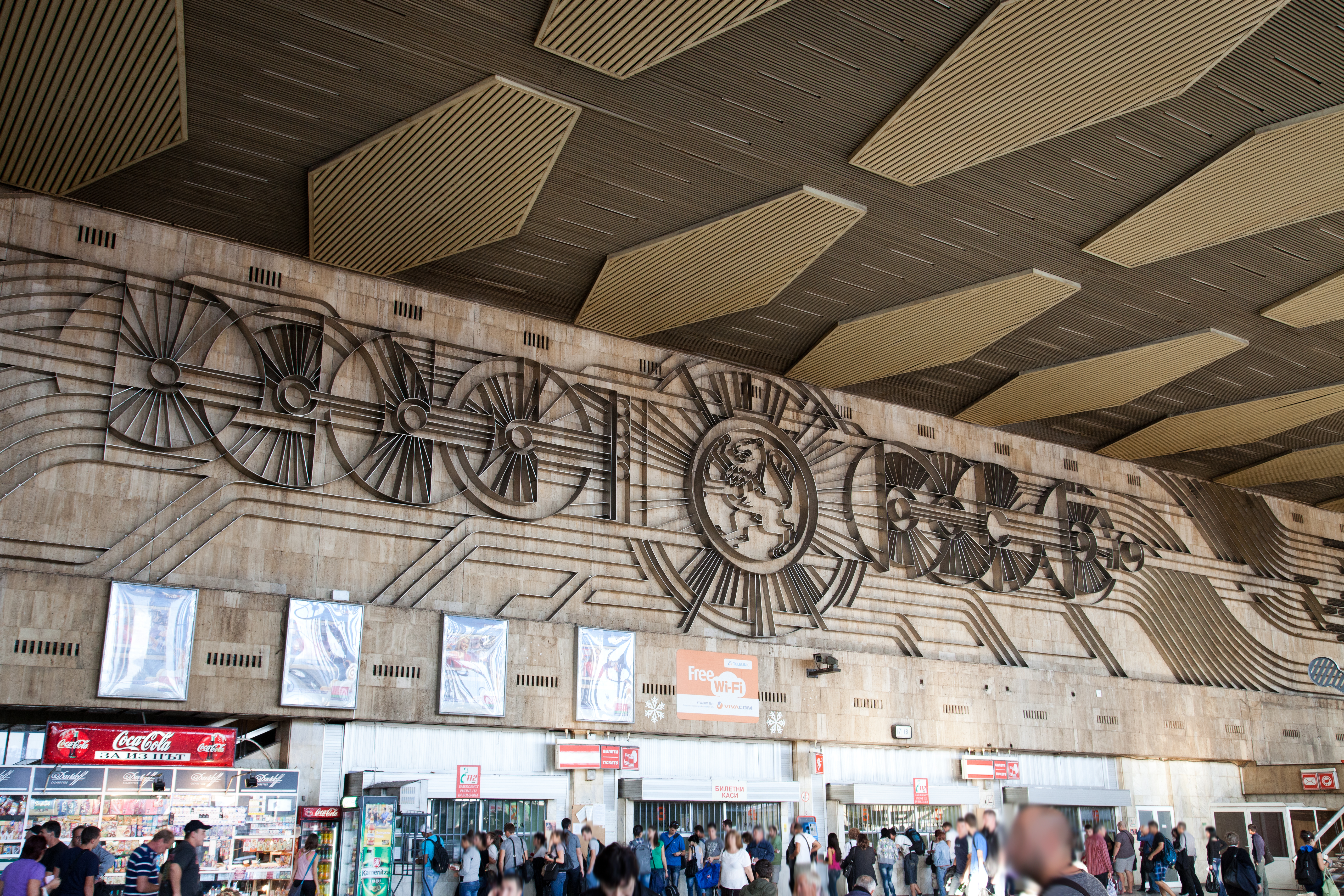
Decoración en el interior
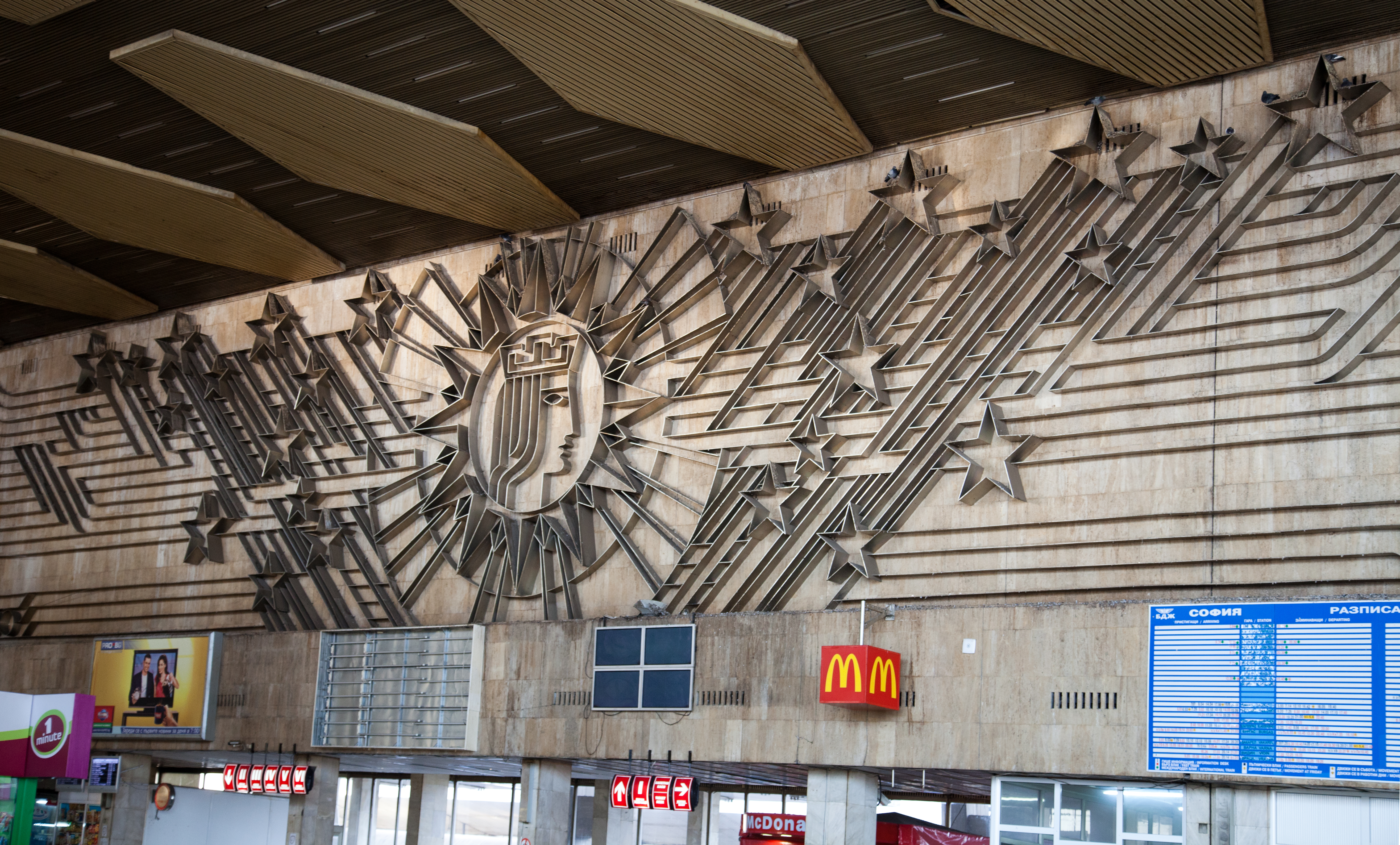

## Destinos
Desde la Estación Central de Sofía se puede viajar a los siguientes destinos:
Directos:
- Atenas
- Belgrado
- Budapest
- Bucarest
- Estambul
- Kiev
- Lviv
- Minsk
- Moscú
- Niš
- Szeged
- San Petersburgo
- Salónica
- Viena

Indirectos:
- Ankara
- Berna
- Düsseldorf
- Frankfurt
- Milán
- Múnich
- Nápoles
- París
- Roma
- Venecia
- Zagreb
- Zürich